# Paulus Johannes Maria Maas
Paulus Johannes Maria Maas (Arnhem, 27 de fevereiro de 1939) é um botânico holandês.
É um especialista em flora neotropical. Maas identificou e nomeou cerca de 250 espécies de plantas das famílias Burmanniaceae, Costaceae, Gentianaceae, Haemodoraceae, Musaceae,  Olacaceae, Triuridaceae, e Zingiberaceae
Tanto Annonaceae como saprófitas neotropicais, como as Burmanniaceae, são suas maiores áres de estudo.
Também trabalhou com o gênero  Canna (Cannaceae) e tem publicado tratamentos florísticos deste grupo para  Guiana (Maas 1985) e Equador (Maas & Maas 1988).